# Bandanna

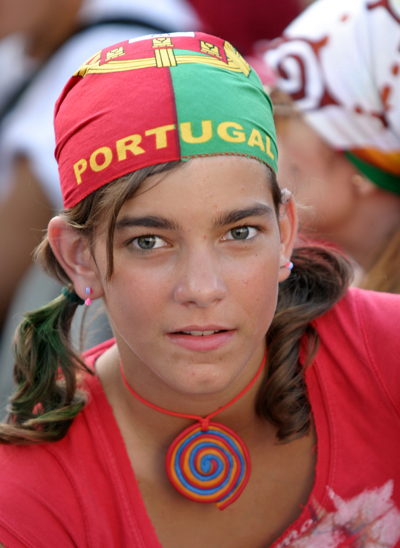
Sporteseményen bandannát viselő lány

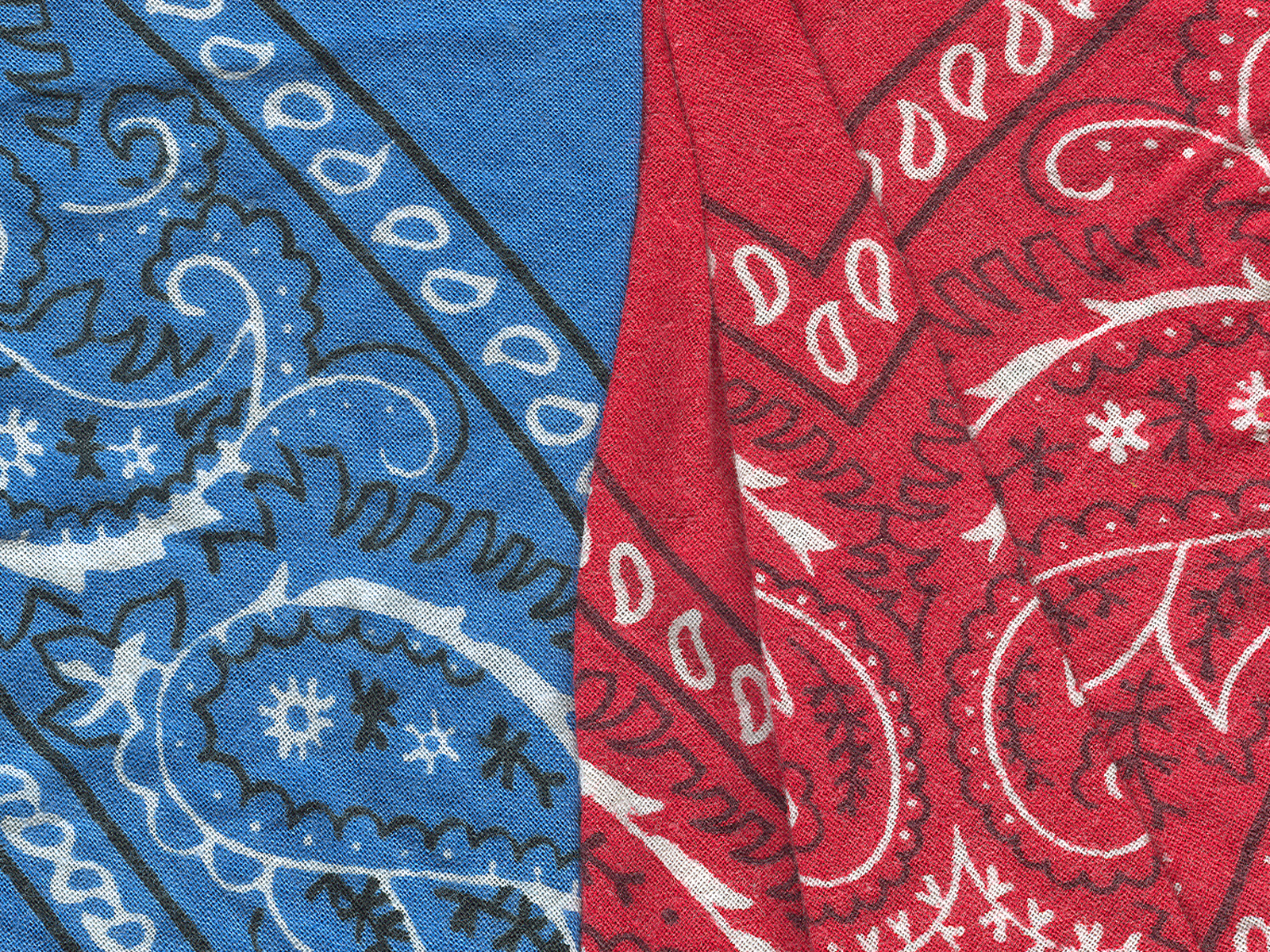
Piros és kék bandanna. Ezek viselése amerikai városokban veszélyes lehet, mivel különböző bandák tagságát jelzik

A bandanna háromszögletű vagy négyzet alakú színes fejkendő. A szó a hindi: बन्धन bandhana, „kötözni” szóból ered. A kendő gyakran virág illetve nonfiguratív mintájú.
Használata sokrétű:
- Kétkezi munkások hordják a nyakuk körül, hogy ezzel töröljék le az izzadságot az arcukról, vagy a szájuk előtt poros vagy füstös munkakörnyezetben.
- A táncosok a fejükön hordják, hogy a hajuk ne zavarja őket gyakorlás közben
- Ez különbözteti meg egymástól a néhány amerikai utcai banda tagjait. A Bloods banda piros bandannájának színét például a Crips iránti gyűlöletük adta, mivel a Cripsnek kék a színe. A Bloods, azaz a vérengzők név is innen származik.